# 茶室 (特種行業)
茶室，是一種臺灣流行，以茶室等為名的特種行業，店名通常為飲茶室、清茶店、茶藝館等，俗稱茶桌仔，由於坐檯小姐大多是四、五十歲以上，客群大多為六十多歲男子，故臺語黑話稱為阿公店。以區別坐檯小姐年輕、消費高的酒店。臺灣的「阿公店」以臺北市萬華一帶最為盛行，為老年男人會去喝酒玩樂的店家。與不遠處年輕坐檯小姐以及年輕客群高價消費的林森北路一帶互成對比。
阿公店大多也設有卡拉OK設備，供客人歡唱。通常坐檯小姐陪客人喝酒唱歌、聊天，或是泡茶、吃花生、啃瓜子。一部分讓客人摟摟抱抱、上下其手、吃吃豆腐。消費金額是以時間計算，通常以小時計價，費用較低，消費水準低廉。店家一般不提供性服務，色情成分相當低。但店家通常會默許由客人與坐檯小姐私下邀約，「帶出場」性交易。

在台北市萬華周圍有許多家「阿公店」，此處陪酒坐檯的工作者與消費者年紀偏大，裝潢也相對簡單，與奢華的酒店大不相同。萬華「阿公店」的情色產業已有百年歷史，流傳百年的產業文化，萬華的情色產業可追溯至清朝時期，漢人越過台灣海峽來到此，成為台北市最早發展繁榮的地區，到了日治時期，日本人稱作為「遊廓」。